# Platytomus indicus
Platytomus indicus är en skalbaggsart som beskrevs av Vladimir Balthasar 1941. Platytomus indicus ingår i släktet Platytomus och familjen Aphodiidae. Inga underarter finns listade i Catalogue of Life.